# 300 zatáček Gustava Havla
300 zatáček Gustava Havla je volný mezinárodní závod silničních motocyklů, který se jezdí v Hořicích v Podkrkonoší od roku 1936. Název vznikl z faktu, že po dvanácti kolech závodu ujede motocyklista na hořickém závodním okruhu přesně 312 zatáček. Od roku 1968 nese závod jméno Gustava Havla, českého závodníka, který patřil mezi světovou špičku a tragicky zahynul v roce 1967.

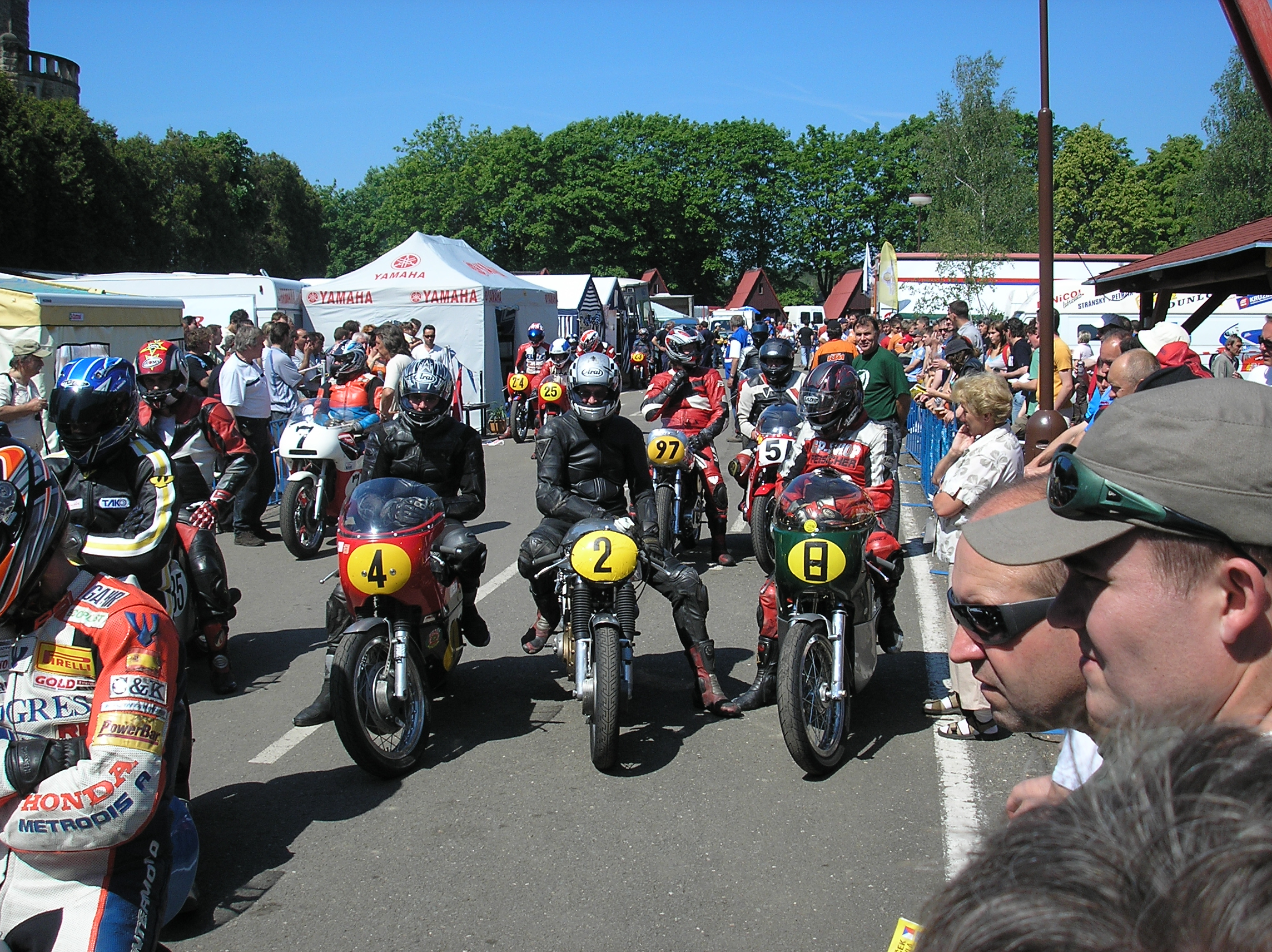
Ročník 2007

## Osobnosti
Na startu 300 zatáček Gustava Havla stanulo nejen mnoho hvězd české silnice, ale i jezdců, kteří sbírali vavříny a body v seriálech Mistrovství Evropy a Mistrovství světa: Bohumil Staša, Peter Baláž, Rolf Blatter, Janez Pintar, Gerold Fischer, Teuvo Länsiovuori, Eero Hyvärinen, Chris Baert, Rolf Aljes, Pavol Dekánek, Václav Parus, Steve Mizera, Andreas Barth, Jiří Dražďák, Janos Végh, Janos Szabo, Bogdan Nikolov, János Drapál, Edi Stöllinger, August Auinger, Sepp Doppler, Arpád Harmati, Radek Urbanec, Franz Kunz, Engelbert Neuimair, René Knöfler, Zbyněk Havrda a další.
A na startu bylo vidět i mnoho závodníků ze samotných Hořic: Zdeněk Bíma, Josef Bareš, Jiří Šafránek, Oldřich Podlipný, Marek Zima, Milan Pecen, Jaroslav Kopp senior a junior, Milan Hercík senior a junior, Jiří Kubišta, Pavel Flégl, Štěpán Pluhař, Stanislav Dousek a další.

## Závodní trať
Klasický silniční okruh o délce 5,15 km a maximálním výškovém rozdílu 90 m. Trať je technicky náročná, má 26 zatáček, z toho 15 vpravo, 11 vlevo. Povrch okruhu tvoří jednotný asfaltový koberec o šířce 7–9 m.

### Technické parametry tratě
- Délka tratě: 5150 m
- Šířka tratě: 7–9 m
- Počet zatáček: 26 (11 levých, 15 pravých)
- Převýšení: 90 m
- Směr jízdy: Ve směru hodinových ručiček
- Pole position: Na levé straně startovního roštu

### Propustnost tratě
- trénink: 40 motocyklů
- závod: 36 motocyklů [4]

## Kategorie a třídy
(Od r. 2010)
Sportproduction
motocykly sportovní produkce 125 cm³
MEZ do 125 cm³
volný závod 125 cm³ – O pohár města Hořic
MEZ do 250 cm³
volný závod 250 cm³
Volná třída
volný mezinárodní závod do 600 cm³
volný mezinárodní závod nad 600 cm³
Supermono
volný závod + M ČR - memoriál Filipa Strnada
Třída Klasik
Přebor ČR závod klasiků
do 175 cm³ + do 250 cm³,
do 350 cm³ + do 500 cm³.
Závod 300 zatáček Gustava Havla je otevřen všem vlastníkům licencí typu A, B nebo FIM a UEM, pro třídu Klasik případně licenci Klasik. Závod Sportproduction do 125 cm³ je určen pro jezdce s licencí A a B.
Do Přeboru ČR Klasik bodují pouze jezdci, držitelé licence vydané AČR. V třídách Klasik mohou startovat pouze originální závodní a supersportovní motocykly vyrobené do roku 1972 v objemových kategoriích 175 cm³ a do 250 cm³ ( společně), do 350 cm³ a do 500 cm³ (společně). Rok výroby motocyklu určuje nejmladší podstatná část motocyklu (motor, chlazení motoru, převodovka, rám, vidlice, odpružení, brzdy, karburátor, použité materiály apod.).

## Historie

### 1936–1960
Původní závod se jel v roce 1936 a prvními vítězi se stali Jan Lucák na Ogaru 250, Antonín Vitvar na Jawě 350 a třídu 600 pak vyhrál Schwarz na Arielu. Závody se pak opakovaly ještě v roce 1937 a 1938.

### 1961–1970
25. června 1961 se jel první poválečný ročník 300 zatáček. Jeho první závod byl závod třídy do 175 cm³, který vyhrál Václav Parus. Na startu prvního ročníku byl i František Mrázek, později žijící v Kanadě. Dalším slavným jezdcem byl František Šťastný. V roce 1963 závod vyhrál tehdy již slavný Gustav Havel. V roce 1965 se na startu poprvé objevil Bohumil Staša. Perličkou ročníku byl start vozů Formule 3, které vyhrál Vladimír Hubáček. V této době držel traťový rekord Gustav Havel, který se svou Jawou zajel čas 2:53,4 min, což odpovídá průměrné rychlosti 107 km/h.
Rok 1968 byl významným mezníkem závodu. Na startu se totiž poprvé objevili i jezdci ze zahraničí. Prvním z nich, který si odvezl z Hořic zlatý věnec, byl Ingo Koppe na tovární MZ. Ve třídě 250 cm³ pak vyhrál hořický rodák Zdeněk Bíma. Při devátém ročníku v roce 1969, se předvedli v rámci ukázkové jízdy také veteráni. I k tomuto závodu se váže jedna rarita. Anglický jezdec Peter Ward přijel na závody po vlastní ose na motocyklu Edwell, kterému bylo 54 roků. Závody rychlých motorek třídu 125 cm³ vyhrál Němec Kohlar nad svým krajanem Bartuschem o pouhých 0,1 s. Ve 250 prohrál domácí Bíma s Bočkem o 0,2 s.
V roce 1970 došlo ve dvěstěpadesátkách k hromadnému pádu v posledním kole v poslední zatáčce před cílem. Této zatáčce se říká Kudrnáčova zatáčka (Miroslav Kudrnáč v ní havaroval v roce 1961). Tam havaroval vedoucí Schmidt ze Švýcarska a dále Kroon z Dánska a Češi Špak a Šťastný. Vítězem se stal později veleúspěšný jezdec mistrovství světa Teuvo Länsiovuori z Finska.

### 1971–1980
V roce 1972 byl hvězdou závodů Björn Carlsson ze Švédska. V roce 1973 se jel už 13. ročník. Padl jeden z diváckých rekordů, na závody přišlo více než 18 000 diváků. Byl překonán Havlův rekord: novým držitelem se stal Borje Nielsen z Dánska. Zajel čas 2:46,3 min, což odpovídalo rychlostnímu průměru více než 111 km/h.
V roce 1974 vyhrál Bohumil Staša 250 na Jawě a 350 na Yamaze. Startoval i Walter Rungg ze Švýcar, čerstvý mistr Evropy v jízdě do vrchu. V roce 1975, za ošklivé zimy a deště, zvítězil ve tř. 250 cm³ a 350 cm³ Roland Nilsson ze Švédska. Na startu se objevil i Charlie Dobson z Anglie. Při sedmnáctém ročníku v roce 1977 se double podařil Švýcarovi Franzi Kunzovi. Vyhrál 250 cm³ a 350 cm³. Na Kunze nestačil ani maďarský János Drapál, který poté vyhrával Velké ceny mistrovství světa. Třetí ve 250 cm³ byl Fin Eero Hyvärinen, čtvrtý Edi Stollinger z Rakouska. I tito jezdci byli velice úspěšní v MS a ME.
V roce 1978 vyhrál Edi Stollinger 250 cm³ a 350 cm³. Ve dvackách byl na startu i Rakušan August Auinger, později úspěšný v seriálech ME a MS. Při 19. ročníku v roce 1979 se v Hořicích objevila superhvězda Rolf Blatter ze Švýcarska, který závody vyhrál a na dlouhá léta se stal jejich pravidelným hostem. V 350 cm³ vyhrál Jan Bartůněk na české Jawě (proti Yamahám!). Hned o rok později vyhrál Rolf Blatter obě malolitrážní třídy, tedy komáry do 50 cm³ a dvacky do 125 cm³. Bohumil Staša ve 350 skončil třetí. Pátý pak skončil Peter Hlavatka.

### 1981–1990
V roce 1981 při souboji ve tř. 350 cm³ mezi Franzem Ledererem z Německa a Dieterem Heinenem z Belgie Lederer hrůzostrašně havaroval v Kudrnáčově zatáčce. Jeho pád viděl i Heinen, který jel za ním. Byl z něj tak šokovaný, že dojel do boxů, motorku odhodil a už nejel. Lederer však do depa odešel už po svých. Vítězství tak spadlo do klína jeho krajanovi Detlefu Karthinovi.
V roce 1982 se dočkal velkého vítězství hořický Jiří Šafránek ve tř. 50 cm³. Při 23. ročníku byl novinkou start pětistovek. Historicky prvním vítězem byl Willi Rosnick z Německa. V dalším roce už nebyly na startu padesátky, ale osmdesátky. Tady byl prvním vítězem český Sedlák. Nezapomenutelným byl pak výkon Herberta Zwickla z Rakouska ve 250 cm³, který přes obrovské zpoždění kvůli poruše po startu všechny ostatní předjel a závod vyhrál.
V roce 1985 se jel jubilejní 25. ročník a poprvé se zde objevil Ruedi Gachter. V 500 cm³ vyhrál Fischer. V roce 1986 vyhrál 80 cm³ i 125 cm³ Janez Pintar z Kranje (Jugoslávie). Třídu 500 cm³ vyhrál Slovák Pavol Dekánek. Rok nato Gachter ustoupil rychlejšímu Árpádu Harmatimu z Maďarska. Další Maďar, János Szabo, vyhrál 80 cm³. Hvězda z Balkánu, Bogdan Nikolov, sebral Blatterovi vítězství ve dvackách. V půllitrech vyhrál duel mezi Dekánkem a Hlavatkou lepší a klidnější Dekánek. Hlavatka se ale dočkal vítězství příští rok, tedy v roce 1988, kdy Dekánek chyběl. Triumf českých barev podtrhl třetím místem hořický Milan Pecen na Suzuki, kterou koupil od Dekánka. V roce 1989 se hrála československá hymna třikrát. Nejdříve Krmcovi za vítězství v osmdesátkách. Pak Ivo Hrstkovi za vítězství ve dvackách. A do třetice Pavolu Dekánkovi, který se po roční odmlce opět dostavil pro zlatý věnec. V roce 1990 se jel už 30. ročník. Ve 250 zvítězil Ruedi Gachter, v 500 opět Pavol Dekánek.

### 1991–2000
V roce 1991 byla v závodě naposledy třída 80 cm³ a vyhrál ji opět Krmíček. Naposledy se taky prohnaly po zdejší trati půllitry a ty vyhrál italský Dario Marchetti.
Následující dva roky se závody nejely kvůli nedostatku finančních prostředků – silnice tedy nebyla v dobrém a tím i bezpečném stavu.
V roce 1994 se povedlo závody obnovit. Na startu se objevily poprvé šestikila, neboli šestky, a také superbiky. Thomas Lucas v barvách HB vyhrál 250 cm³, Rudi Zeller superbiky. Favorizovaného Radka Urbance, skvělého při sobotních tréninkových jízdách, srazila na zem banalita a nedojel. Po skončení závodu byl však ke stupňům vítězů pozván také a za velikého aplausu lidí dostal i on pohár vítězů. Vítěz Zeller ho vzal uznale vedle sebe na nejvyšší stupeň.
V dalším roce přijeli kromě Urbance a Caesara i Martin Veselý, Petr Šalé, Milan Kaminski, Rostislav Nečesánek, Zdeněk Červinka, na startu stál Toni Berghammer, vynikající Franz Heller a nechyběl ani Rudi Zeller, Harry Heutmekers a Torsten Fritzsche. Po kolizi vedoucích jezdců Hellera a Urbance v závodě superbiků skončila Urbancova motorka v lese rozlomená v půli a Heller v příkopu. Závod musel být přerušen a po novém startu vyhrál Berghammer.
V červnu 1996 se pořádal 34. ročník. Thomas Lucas vyhrál 250 cm³, Fritzsche 600 cm³ a Zeller superbiky. V roce 1997 vyhrál 250 cm³ Lucas. Torsten Fritzsche si nenechal vzít vítězství v 600 cm³ a Ruda Zeller v superbicích. Dvacky vyhrál hořický Olda Podlipný a výhru potvrdil i v příštím roce. Roman Boček vyhrál volnou třídu od 250 cm³ a začal tak své suverénní vítězné tažení, které trvá až do současnosti.
V roce 1998 se zde jel i první ročník veteránů. Závody se jmenují Česká Tourist Trophy. Na startu veteránů se objevil i Ruedi Gachter a vyhrál na Yamaze. 30. 5. 1999 se konal 37. ročník "Zatáček". V šestkách vyhrál Roman Boček. Novinkou byl start třídy supermono, tedy jednoválcových čtyřtaktů. V roce 2000 porazil Bočka Janos Végh a Martin Kamenický získal pro svůj tým první zlatý věnec z Hořic.

### 2001–2010
V roce 2001 zvítězil René Knofler. V roce 2002, přesně 18. – 19. 5. se jel čtyřicátý ročník. Ve dvackách zvítězil Podlipný. Bratři Kameničtí stáli vedle sebe nejenom v první řadě na startu supermon, ale i na prvním a druhém místě. Boček byl suverénem obou nejvyšších tříd.
V roce 2003 získal věnec Marek Červený. V roce 2004 opět triumfuje ve dvackách Podlipný. Supermona vyhráli Kameničtí – Martin 1. a Libor druhé místo. Šestky vyhrál Roman Boček před Voitem. Volnou nad 600 pak vyhrál na vodě Pavel Bittner před Markem Svobodou a Jiřím Dražďákem.
V roce 2004 při čtyřech stupních nad nulou a s ledovým mrholením vyhrál Sedlo před Fléglem dakšny, Podlipný dvacky a Stefi Holz šestky. Velkou třídu vyhrál Roman Boček. Rok 2005 byl poznamenám traťovým rekordem Jiřího Dražďáka: 2:22,64 min, což je průměr 130 km/h. Dražďák vyhrál i rok 2006. V roce 2007 se konal jubilejní 45. ročník, poznamenaný požárem automotoklubu,
opět padl traťový rekord díky Čermákovi, neuvěřitelných 2:19 min, což je 134 km/h.
V roce 2010 se na závod přišlo podívat 20 000 diváků a Jiří Dražďák udělal v „litrech" rekord tratě 2:18:200.

### 2011–2014
V roce 2011 se v Hořicích sešla zajímavá mezinárodní konkurence. Hlavně šlo o jezdce z Irska, avšak závody byly ukončeny po tragické nehodě Robina Bořkeho. V roce 2012 se závody nesly v duchu dominance Michaela Pearsona. Stejný jezdec v roce následujícím překonal traťový rekord. Se severoirským jezdcem byl spojen i další ročník. Po startu posledního závodu víkendu totiž těžce havaroval. Jeho zranění mu nedovolila pokračovat v úspěšné kariéře. V roce 2014 poprvé vyhrál český závodník Kamil Holán.

## Listina vítězů 300 zatáček Gustava Havla
| Roč. | Rok  | Kategorie                                                    | Zlato                    | Stříbro                  | Bronz                   |
| 1.   | 1961 | 175 cm³                                                      | Václav Parus             | František Boček          | Jaroslav Žípek          |
| 1.   | 1961 | 250 cm³                                                      | Pavel Slavíček           |                          |                         |
| 1.   | 1961 | 350 cm³                                                      | Jan Janouš               |                          |                         |
| 2.   | 1962 | 125 cm³                                                      | Stanislav Malina         | Karel Bojer              | Jaroslav Žípek          |
| 2.   | 1962 | 175 cm³                                                      | Václav Parus             | František Kročka         | František Chrappa       |
| 2.   | 1962 | 250 cm³                                                      | František Šťastný        | František Srna           | Josef Lukšík            |
| 2.   | 1962 | 350 cm³                                                      | Gustav Havel             | František Mrázek         | Jiří Hlaváč             |
| 3.   | 1963 | 125 cm³                                                      | Stanislav Malina         | František Boček          | Karel Bojer             |
| 3.   | 1963 | 175 cm³                                                      | František Kročka         | Václav Parus             | František Boček         |
| 3.   | 1963 | 250 cm³                                                      | Stanislav Malina         | Pavel Slavíček           | Milan Chalupník         |
| 3.   | 1963 | 350 cm³                                                      | Gustav Havel             | Milan Chalupník          | František Helikar       |
| 4.   | 1964 | 125 cm³                                                      | Václav Parus             | Karel Bojer              | Jaroslav Žípek          |
| 4.   | 1964 | 175 cm³                                                      | Václav Parus             | František Kročka         | František Svítil        |
| 4.   | 1964 | 250 cm³                                                      | Antonín Pražák           | František Kročka         | Tibor Deliman           |
| 4.   | 1964 | 350 cm³                                                      | Stanislav Malina         | František Srna           | Milan Chalupník         |
| 5.   | 1965 | 125 cm³                                                      | František Boček          | Bohumil Staša            | Václav Parus            |
| 5.   | 1965 | 175 cm³                                                      | Tibor Deliman            | Ján Petrinec             | František Chrappa       |
| 5.   | 1965 | 250 cm³                                                      | Jan Novotný              | Karel Bojer              | Tibor Deliman           |
| 5.   | 1965 | 350 cm³                                                      | Gustav Havel             | František Boček          | Jiří Hlaváč             |
| 5.   | 1965 | Formule3                                                     | Vladimír Hubáček         | Kbelec                   | Valenta                 |
| 6.   | 1966 | 125 cm³                                                      | Bohumil Staša            | Václav Parus             | František Boček         |
| 6.   | 1966 | 175 cm³                                                      | Milan Karfík             | Jaroslav Kamarád         | Zbyněk Havrda           |
| 6.   | 1966 | 250 cm³                                                      | Adolf Gorus              | Miroslav Špak            | Jan Novotný             |
| 6.   | 1966 | 350 cm³                                                      | Gustav Havel             | František Srna           | František Boček         |
| 7.   | 1967 | 175 cm³                                                      | Ján Petrinec             | František Kročka         | Zbyněk Havrda           |
| 7.   | 1967 | 250 cm³                                                      | Bohumil Staša            | Jan Novotný              | František Srna          |
| 7.   | 1967 | 350 cm³                                                      | Karel Bojer              | Bohumil Staša            | Stanislav Klátil        |
| 8.   | 1968 | 125 cm³ MR                                                   | Josef Hejmala            | Bohumil Staša            | Karel Bojer             |
| 8.   | 1968 | 250 cm³ MR                                                   | Zdeněk Bíma              | Tibor Deliman            | František Tofel         |
| 8.   | 1968 | 350 cm³ MR                                                   | Bohumil Staša            | Karel Bojer              | Stanislav Klátil        |
| 8.   | 1968 | 125 cm³ MEZ                                                  | Ingo Köppe (DDR)         | Bohumil Staša            | Josef Hejmala           |
| 8.   | 1968 | 250 cm³ MEZ                                                  | František Tofel          | Stanislav Klátil         | Miroslav Špak           |
| 9.   | 1969 | 50 cm³ MR                                                    | Zbyněk Havrda            | František Kročka         | Bohumil Kovář           |
| 9.   | 1969 | 125 cm³ MEZ                                                  | Friedhelm Kohlar         | Ingo Köppe               | Eberardt Mahler (DDR)   |
| 9.   | 1969 | 250 cm³ MEZ                                                  | František Boček          | Zdeněk Bíma              | Josef Bareš             |
| 9.   | 1969 | 350 cm³ MEZ                                                  | Bohumil Staša            | Zdeněk Bíma              | Karel Bojer             |
| 10.  | 1970 | 50 cm³ MEZ                                                   | Zbyněk Havrda            | František Kročka         | Bedřich Fendrich        |
| 10.  | 1970 | 125 cm³ MEZ                                                  | Heinz Schmidt (CH)       | Teuvo Länsiovuori (SF)   | Eberardt Mahler (DDR)   |
| 10.  | 1970 | 250 cm³ MEZ                                                  | Teuvo Länsiovuori (SF)   | Bohumil Staša            | Karel Bojer             |
| 10.  | 1970 | 350 cm³ MEZ                                                  | Bohumil Staša            | Zdeněk Bíma              | Karel Bojer             |
| 11.  | 1971 | 125 cm³ MEZ                                                  | Edo Berden (YU)          | Hartmut Bischoff (DDR)   | Friedhelm Kohlar (DDR)  |
| 11.  | 1971 | 250 cm³ MEZ                                                  | Bohumil Staša            | František Srna           | Zdeněk Bíma             |
| 11.  | 1971 | 350 cm³ MEZ                                                  | Bohumil Staša            | Teuvo Länsiovuori (SF)   | Zdeněk Bíma             |
| 12.  | 1972 | 50 cm³ MR                                                    | Bedřich Fendrich         | Zbyněk Havrda            | Jan Barták              |
| 12.  | 1972 | 125 cm³ MEZ                                                  | Helmut Helten (A)        | Zbyněk Havrda            | Björn Carlsson (S)      |
| 12.  | 1972 | 250 cm³ MEZ                                                  | Bohumil Staša            | Rémy Hirschy (CH)        | František Srna          |
| 12.  | 1972 | 350 cm³ MEZ                                                  | František Srna           | Rémy Hirschy (CH)        | Karl-Heinz Ewig (A)     |
| 13.  | 1973 | 50 cm³ MR                                                    | Bedřich Fendrich         | František Kročka         | Eduard Klimek           |
| 13.  | 1973 | 125 cm³ MEZ                                                  | Björn Carlsson (S)       | Jaroslav Hlavatý         | Oldřich Kába ml.        |
| 13.  | 1973 | 250 cm³ MEZ                                                  | Roland Nilsson (S)       | Börge Nielsen (DK)       | Björn Carlsson (S)      |
| 13.  | 1973 | 350 cm³ MEZ                                                  | Roland Nilsson (S)       | Klaus Huber (A)          | František Srna          |
| 14.  | 1974 | 125 cm³ MR                                                   | Bedřich Fendrich         | Zbyněk Havrda            | Zdeněk Židlík           |
| 14.  | 1974 | 125 cm³ MEZ                                                  | Jürgen Lenk (DDR)        | Bernd Köhler (DDR)       | P.E.Carlsson (S)        |
| 14.  | 1974 | 250 cm³ MEZ                                                  | Bohumil Staša            | Peter Baláž              | Rustan Corneliusson (S) |
| 14.  | 1974 | 350 cm³ MEZ                                                  | Bohumil Staša            | Börge Nielsen (DK)       | Walter Rungg (CH)       |
| 15.  | 1975 | 250 cm³ MR                                                   | Peter Baláž              | Jiří Král                | Stanislav Klátil        |
| 15.  | 1975 | 125 cm³ MEZ                                                  | Seppo Kangasniemi (SF)   | Jürgen Lenk (DDR)        | Oldřich Kába ml.        |
| 15.  | 1975 | 250 cm³ MEZ                                                  | Roland Nilsson (S)       | Peter Baláž              | Franz Meier (CH)        |
| 15.  | 1975 | 350 cm³ MEZ                                                  | Roland Nilsson (S)       | Bernd Tüngenthal (D)     | Franz Kunz (CH)         |
| 16.  | 1976 | 50 cm³ MR                                                    | Bedřich Fendrich         | Zbyněk Havrda            | Miloslav Sedlák         |
| 16.  | 1976 | 125 cm³ MEZ                                                  | Bernd Köhler (DDR)       | Peer Zachrisson (S)      | Johann Pärzer (A)       |
| 16.  | 1976 | 250 cm³ MEZ                                                  | Franz Kunz (CH)          | János Drapál (H)         | Eero Hyvärinen (SF)     |
| 16.  | 1976 | 350 cm³ MEZ                                                  | Franz Kunz (CH)          | János Drapál (H)         | Peter Baláž             |
| 17.  | 1977 | 50 cm³ MR                                                    | Zbyněk Havrda            | Otto Krmíček             | Miloslav Sedlák         |
| 17.  | 1977 | 125 cm³ MEZ                                                  | Heinz Meidinger (A)      | Bernd Lauermann (D)      | August Auinger (A)      |
| 17.  | 1977 | 250 cm³ MEZ                                                  | Edi Stöllinger (A)       | Willi Hangartner (CH)    | Harald Merkl (D)        |
| 17.  | 1977 | 350 cm³ MEZ                                                  | Edi Stöllinger (A)       | Willi Hangartner (CH)    | Harald Merkl (D)        |
| 18.  | 1978 | 125 cm³ MEZ                                                  | Peter Baláž              | Johann Parter (A)        | August Auinger (A)      |
| 18.  | 1978 | 250 cm³ MEZ                                                  | Karl-Thomas Grässel (D)  | Bernd Tüngenthal (D)     | Peter Baláž             |
| 18.  | 1978 | 350 cm³ MEZ                                                  | Karl-Thomas Grässel (D)  | Peter Baláž              | Bernd Tüngenthal (D)    |
| 19.  | 1979 | 50 cm³ MEZ                                                   | Rolf Blatter (CH)        | Zbyněk Havrda            | Klaus Kull (D)          |
| 19.  | 1979 | 125 cm³ MEZ                                                  | Peter Baláž              | Rolf Blatter (CH)        | Zbyněk Havrda           |
| 19.  | 1979 | 250 cm³ MEZ                                                  | Bernd Tüngenthal (D)     | Peer Zachrisson (S)      | Rolf Blatter (SF)       |
| 19.  | 1979 | 350 cm³ MEZ                                                  | Jan Bartůněk             | Bernd Tüngenthal (D)     | Peter Baláž             |
| 20.  | 1980 | 50 cm³ MEZ                                                   | Rolf Blatter (CH)        | Zbyněk Havrda            | Gernot Weser (DDR)      |
| 20.  | 1980 | 125 cm³ MEZ                                                  | Rolf Blatter (CH)        | Stefan Jansen (DK)       | Robert Bauer (D)        |
| 20.  | 1980 | 250 cm³ MEZ                                                  | Bruno Lüscher (CH)       | Harald Merkl (D)         | Pavel Vašíček           |
| 20.  | 1980 | 350 cm³ MEZ                                                  | Bruno Lüscher (CH)       | Harald Merkl (D)         | Bohumil Staša           |
| 21.  | 1981 | 50 cm³ MEZ                                                   | Rolf Blatter (CH)        | Rainer Kunz (D)          | Zbyněk Havrda           |
| 21.  | 1981 | 125 cm³ MEZ                                                  | Joe Genoue (CH)          | Peter Baláž              | Helmut Lichtenberg (A)  |
| 21.  | 1981 | 250 cm³ MEZ                                                  | Peter Baláž              | Jan Bartůněk             | Frank Wendler (DDR)     |
| 21.  | 1981 | 350 cm³ MEZ                                                  | Detlef Karthin (D)       | Bohumil Staša            | Peter Hlavatka          |
| 22.  | 1982 | 50 cm³ MEZ                                                   | Jiří Šafránek            | Gernot Weser (DDR)       | Franz Ungar (D)         |
| 22.  | 1982 | 125 cm³ MEZ                                                  | Helmut Lichtenberg (D)   | Peter Baláž              | Janez Pintar (YU)       |
| 22.  | 1982 | 250 cm³ MEZ                                                  | Herbert Bessendörfer (D) | Bohumil Staša            | Franz Lederer (D)       |
| 22.  | 1982 | 350 cm³ MEZ                                                  | Harald Layher (D)        | Gerold Fischer (D)       | Bohumil Staša           |
| 23.  | 1983 | 50 cm³ MEZ                                                   | Bernd Rossbach (D)       | Jan Vaněček              | Miloslav Sedlák         |
| 23.  | 1983 | 125 cm³ MEZ                                                  | Helmut Lichtenberg (A)   | Janez Pintar (YU)        | Alois Pavlič (YU)       |
| 23.  | 1983 | 250 cm³ MEZ                                                  | Gerold Fischer (D)       | Gunther Strzemski (D)    | Heinz-Peter Reichel (D) |
| 23.  | 1983 | 500 cm³ MEZ                                                  | Willy Rösnick (D)        | Gerold Fischer (D)       | Lothar Spiegler (D)     |
| 24.  | 1984 | 80 cm³ MEZ                                                   | Miloslav Sedlák          | Gunther Maussner (D)     | Zbyněk Havrda           |
| 24.  | 1984 | 125 cm³ MEZ                                                  | Rolf Blatter (CH)        | Lajos Hagymasi (H)       | Janez Pintar (YU)       |
| 24.  | 1984 | 250 cm³ MEZ                                                  | Herbert Zwickl (A)       | K.H.Kittler (A)          | Tibor Foco (A)          |
| 24.  | 1984 | 500 cm³ MEZ                                                  | Herbert Zwickl (A)       | Sepp Doppler (A)         | Klaus Zabka (A)         |
| 25.  | 1985 | 125 cm³ MEZ                                                  | Rolf Blatter             | Janez Pintar (YU)        | Klaus Huber (D)         |
| 25.  | 1985 | 250 cm³ MEZ                                                  | Herbert Zwickl (A)       | Ruedi Gächter (CH)       | K.H.Riegl (D)           |
| 25.  | 1985 | 500 cm³ MEZ                                                  | Pavol Dekánek            | Ruedi Gächter (CH)       | Harry Heutmekers (NL)   |
| 26.  | 1986 | 80 cm³ MEZ                                                   | Janez Pintar (YU)        | Hainz Pachen (D)         | Kvetoslav Samák         |
| 26.  | 1986 | 125 cm³ MEZ                                                  | Janez Pintar (YU)        | Rolf Blatter (CH)        | Werner Steege (D)       |
| 26.  | 1986 | 250 cm³ MEZ                                                  | Ruedi Gächter (CH)       | K.H.Riegl (D)            | Heinz Simantke (D)      |
| 26.  | 1986 | 500 cm³ MEZ                                                  | Pavol Dekánek            | Ruedi Gächter (CH)       | Harry Heutmekers (NL)   |
| 27.  | 1987 | 80 cm³ MEZ                                                   | János Szabo (H)          | Günther Maussner (D)     | Jan Vaněček             |
| 27.  | 1987 | 125 cm³ MEZ                                                  | Bogdan Nikolov (BG)      | Rolf Blatter (CH)        | Werner Steege (D)       |
| 27.  | 1987 | 250 cm³ MEZ                                                  | Árpád Harmati (H)        | Ruedi Gächter (CH)       | Andre Stamsnijder (NL)  |
| 27.  | 1987 | 500 cm³ MEZ                                                  | Pavol Dekánek            | Peter Hlavatka           | Ruedi Gächter (CH)      |
| 28.  | 1988 | 80 cm³ MEZ                                                   | Janos Szabo (H)          | Peter Tibori (H)         | Kvetoslav Samák         |
| 28.  | 1988 | 125 cm³ MEZ                                                  | Rolf Blatter (CH)        | Ladislav Polák           | Werner Steege (D)       |
| 28.  | 1988 | 250 cm³ MEZ                                                  | Ruedi Gächter (CH)       | Janos Szabo (H)          | Istvan Lovasi (H)       |
| 28.  | 1988 | 500 cm³ MEZ                                                  | Peter Hlavatka           | Rudolf Zeller (A)        | Milan Pecen             |
| 29.  | 1989 | 80 cm³ MEZ                                                   | Otto Krmíček             | Rainer Czech (DDR)       | Janos Lovas (H)         |
| 29.  | 1989 | 125 cm³ MEZ                                                  | Ivo Hrstka (D)           | Alexander Eschig (A)     | Jurgen Hoffmann (DDR)   |
| 29.  | 1989 | 250 cm³ MEZ                                                  | Ruedi Gächter (CH)       | Andre Stamsnijder (NL)   | Willi Bühler (CH)       |
| 29.  | 1989 | 500 cm³ MEZ                                                  | Pavol Dekánek            | Rudolf Zeller (A)        | Ruedi Gächter (CH)      |
| 30.  | 1990 | 80 cm³ MR                                                    | Jan Vaněček              | Otto Krmíček             | Zbyněk Havrda           |
| 30.  | 1990 | 125 cm³ MEZ                                                  | Janez Pintar (YU)        | Janos Szabo (H)          | Jurgen Hoffmann (DDR)   |
| 30.  | 1990 | 250 cm³ MEZ                                                  | Ruedi Gächter (CH)       | Istvan Lovasi (H)        | Dirk Kaduk (DDR)        |
| 30.  | 1990 | 500 cm³ MEZ                                                  | Pavol Dekánek            | Rudolf Zeller (A)        | Harry Heutmekers (NL)   |
| 31.  | 1991 | 80 cm³ MR                                                    | Otto Krmíček             | Kvetoslav Samák          | Jan Vaněček             |
| 31.  | 1991 | 125 cm³ MEZ                                                  | Attila Czöcsz (H)        | Janez Pintar (YU)        | Sergej Sergejev (BG)    |
| 31.  | 1991 | 250 cm³ MEZ                                                  | Dirk Kaduk (DDR)         | Lothar Neukirchner (DDR) | B.Offenhäuser (A)       |
| 31.  | 1991 | 500 cm³ MEZ                                                  | Dario Marchetti (I)      | Norbert Heiles (D)       | Adam Gabor (H)          |
| –    | 1992 | Závody se nekonaly.                                          | Závody se nekonaly.      | Závody se nekonaly.      | Závody se nekonaly.     |
| –    | 1993 | Závody se nekonaly.                                          | Závody se nekonaly.      | Závody se nekonaly.      | Závody se nekonaly.     |
| 32.  | 1994 | SPP 125 cm³                                                  | Jaroslav Křen            | Marek Zima               | Václav Svoboda          |
| 32.  | 1994 | 125 cm³ MEZ                                                  | Miroslav Kacko (SK)      | Torsten Fritzsche (D)    | Martin Loicht (A)       |
| 32.  | 1994 | 250 cm³ MEZ                                                  | Thomas Lucas (D)         | Johannes Kehrer (D)      | Karel Kalina            |
| 32.  | 1994 | SBK MEZ                                                      | Rudolf Zeller (A)        | Franz Heller (D)         | Karel Caesar            |
| 33.  | 1995 | SPP 125 cm³                                                  | Radek Urbanec            | Alexander Vysloužil      | Marek Zima              |
| 33.  | 1995 | 125 cm³ MEZ                                                  | Miroslav Kacko (SK)      | Oldřich Podlipný         | Bohuslav Seifert        |
| 33.  | 1995 | 250 cm³ MEZ                                                  | Thomas Lucas (D)         | Robert Orosz (H)         | Peter Simon (H)         |
| 33.  | 1995 | SBK MEZ                                                      | Anton Berghammer (A)     | Rudolf Zeller (A)        | Ondřej Lelek            |
| 34.  | 1996 | SPP 125 cm³                                                  | Marek Zima               | Alexander Vysloužil      | Tomáš Hlavatka          |
| 34.  | 1996 | 125 cm³ MEZ                                                  | Bohuslav Seifert         | Oldřich Podlipný         | Marek Červený           |
| 34.  | 1996 | 250 cm³ MEZ                                                  | Thomas Lucas (D)         | Robert Orosz (H)         | Zbyněk Soukup           |
| 34.  | 1996 | SPS MEZ                                                      | Torsten Fritzsche (D)    | Roman Boček              | Stefan Holz (D)         |
| 34.  | 1996 | SBK MEZ                                                      | Rudolf Zeller (A)        | Janos Vegh (H)           | Gerhard Esterer (A)     |
| 35.  | 1997 | SPP 125 cm³                                                  | Robert Papežík           | Jiří Viedeman            | Miroslav Sedlo          |
| 35.  | 1997 | 125 cm³ MEZ                                                  | Oldřich Podlipný         | René Knofler (D)         | Martin Loicht (A)       |
| 35.  | 1997 | 250 cm³ MEZ                                                  | Thomas Lucas (D)         | Zbyněk Soukup            | Vítězslav Hatan         |
| 35.  | 1997 | SS MEZ                                                       | Torsten Fritzsche (D)    | Roman Boček              | Martin Markalous        |
| 36.  | 1998 | SPP 125 cm³                                                  | Libor Havelka            | Robert Papežík           | Michal Salač            |
| 36.  | 1998 | 125 cm³ MEZ                                                  | Oldřich Podlipný         | Steffen Grämmer (D)      | Werner Steege (D)       |
| 36.  | 1998 | Nad 250 cm³ MEZ                                              | Roman Boček              | Thomas Lucas (D)         | Pavel Ouda              |
| 37.  | 1999 | SPP 125 cm³                                                  | Slavomír Jeníček         | Libor Havelka            | Miroslav Sedlo          |
| 37.  | 1999 | 125 cm³ MEZ                                                  | Bohuslav Seifert         | René Knöfler (D)         | Oldřich Podlipný        |
| 37.  | 1999 | SPM MEZ                                                      | František Mrázek (CAN)   | Alexander Vysloužil      | Filip Strnad            |
| 37.  | 1999 | nad 250 cm³ MEZ                                              | Roman Boček              | Marek Červený            | Pavel Ouda              |
| 37.  | 1999 | nad 600 cm³ MEZ                                              | Roman Boček              | Pavel Ouda               | Marek Červený           |
| 38.  | 2000 | SPP 125 cm³                                                  | Vladislav Kedzior        | Miroslav Sedlo           | Pavel Vlétl             |
| 38.  | 2000 | SPM MEZ                                                      | Martin Kamenický         | Dušan Hrdlička           | Pavel Strapina          |
| 38.  | 2000 | 125 cm³ MEZ                                                  | Marek Jahoda             | Oldřich Podlipný         | Steffen Grämmer (D)     |
| 38.  | 2000 | nad 250 cm³ MEZ                                              | Janos Vegh (H)           | Roman Boček              | Pavel Ouda              |
| 39.  | 2001 | SPP 125 cm³                                                  | Zbyněk Soukup            | Miroslav Sedlo           | Vladislav Kedzior       |
| 39.  | 2001 | 125 cm³ MEZ                                                  | Rene Knöfler (D)         | Oldřich Podlipný         | Steffen Grämmer (D)     |
| 39.  | 2001 | SPM MEZ                                                      | Libor Vacek              | Pavel Strapina           | Libor Kamenický         |
| 39.  | 2001 | Od 250 cm³ MEZ                                               | Roman Boček              | Thomas Lucas (D)         | Michal Salač            |
| 40.  | 2002 | SPP 125 cm³                                                  | Radek Chlíbek            | Miroslav Sedlo           | Zbyněk Soukup           |
| 40.  | 2002 | 125 cm³ MEZ                                                  | Oldřich Podlipný         | Rene Knöfler (D)         | Martin Loicht (A)       |
| 40.  | 2002 | SPM MEZ                                                      | Martin Kamenický         | Libor Kamenický          | Alexander Vysloužil     |
| 40.  | 2002 | Nad 250 cm³ MEZ                                              | Roman Boček              | Andreas Brandt (D)       | Henrik Voit (D)         |
| 40.  | 2002 | Nad 600 cm³ MEZ                                              | Rene Knöfler (D)         | Jiří Dražďák             | Marek Červený           |
| 41.  | 2003 | SPP 125 cm³                                                  | Zbyněk Soukup            | Miroslav Sedlo           | Radek Chlíbek           |
| 41.  | 2003 | 125 cm³ MEZ                                                  | Oldřich Podlipný         | Patrik Kolář             | Steffen Grämmer (D)     |
| 41.  | 2003 | SPM MEZ                                                      | Martin Kamenický         | Libor Kamenický          | Radim Halm              |
| 41.  | 2003 | Nad 250 cm³ MEZ                                              | Roman Boček              | Henrik Voit (D)          | František Loučka        |
| 41.  | 2003 | Nad 600 cm³ MEZ                                              | Pavel Bittner            | Marek Svoboda            | Jiří Dražďák            |
| 42.  | 2004 | SPP 125 cm³                                                  | Miroslav Sedlo           | Pavel Flégl              | Slavomír Jeníček        |
| 42.  | 2004 | 125 cm³ MEZ                                                  | Oldřich Podlipný         | Lukáš Rážek              | Steffen Grämmer (D)     |
| 42.  | 2004 | SPM MEZ                                                      | Henrik Voit (D)          | Johannes Kehrer (D)      | Libor Kamenický         |
| 42.  | 2004 | Nad 250 cm³ MEZ                                              | Stefan Holz (D)          | Henrik Voit (D)          | František Loučka        |
| 42.  | 2004 | Nad 600 cm³ MEZ                                              | Roman Boček              | Pavel Bittner            | Stefan Holz (D)         |
| 43.  | 2005 | SPP 125 cm³                                                  | Zbyněk Soukup            | Miroslav Sedlo           | Radek Chlíbek           |
| 43.  | 2005 | 125 cm³ MEZ                                                  | Oldřich Podlipný         | Steffen Grämmer (D)      | Patrik Kolář            |
| 43.  | 2005 | SPM MEZ                                                      | Johannes Kehrer (D)      | Libor Kamenický          | Radim Halm              |
| 43.  | 2005 | Nad 250 cm³ MEZ                                              | Jiří Brož                | Andreas Brandt (D)       | Marek Svoboda           |
| 43.  | 2005 | Nad 600 cm³                                                  | Jiří Dražďák             | Petr Čermák              | Martin Vondrouš         |
| 44.  | 2006 | SPP 125 cm³                                                  | Radek Lamich             | Radek Chlíbek            | Marek Zima              |
| 44.  | 2006 | 125 cm³ MEZ                                                  | Oldřich Podlipný         | Patrik Kolář             | Rene Lose (D)           |
| 44.  | 2006 | SPM MEZ                                                      | Libor Kamenický          | Jiří Ducháň              | Daniel Zörnweg (D)      |
| 44.  | 2006 | Nad 250 cm³ MEZ                                              | Rico Penzkofer (D)       | Jiří Brož                | Jiří Fejta              |
| 44.  | 2006 | Nad 600 cm³                                                  | Jiří Dražďák             | Martin Vondrouš          | Michal Salač            |
| 45.  | 2007 | SPP 125 cm³                                                  | Radek Chlíbek            | Zbyněk Soukup            | Radek Lamich            |
| 45.  | 2007 | GP 125 cm³                                                   | Oldřich Podlipný         | Patrik Kolář             | Steffen Grämmer(D)      |
| 45.  | 2007 | 250 cm³                                                      | Henrik Voit (D)          | Erik Lucas(D)            | Michal Ježek            |
| 45.  | 2007 | SPM                                                          | Johannes Kehrer (D)      | Libor Kamenický          | Martin Loicht (A)       |
| 45.  | 2007 | do 600 cm³                                                   | Jiří Brož                | Michal Dokoupil          | Roman Boček             |
| 45.  | 2007 | nad 600 cm³                                                  | Jiří Dražďák             | Petr Čermák              | Roman Boček             |
| 46.  | 2008 | SPP 125 cm³                                                  | Marek Zima               | Radek Lamich             | Michal Salač, jr.       |
| 46.  | 2008 | GP 125 cm³                                                   | Patrik Kolář             | Oldřich Podlipný         | René Lohse(D)           |
| 46.  | 2008 | do 600 cm³                                                   | Michal Dokoupil          | Udo Reichmann (D)        | Andreas Brandt (D)      |
| 46.  | 2008 | Kvůli počasí se další třídy nejely.                          |                          |                          |                         |
| 47.  | 2009 | SPP 125 cm³                                                  | Radek Lamich             | Jiří Klejch              | Miroslav Sedlo          |
| 47.  | 2009 | GP 125 cm³                                                   | Patrik Kolář             | Steffen Grämer (D)       | Lukáš Rážek             |
| 47.  | 2009 | 250 GP                                                       | Henrik Voit (D)          | Wolfgang Schuster (D)    | Pavel Navrátil          |
| 47.  | 2009 | MČR SPM                                                      | Johannes Kehrer (D)      | Libor Kamenický          | František Loučka        |
| 47.  | 2009 | do 600 cm³                                                   | Jiří Brož                | Michal Dokoupil          | Kamil Holán             |
| 47.  | 2009 | nad 600 cm³                                                  | Jiří Dražďák             | Marek Červený            | Kamil Holán             |
| 48.  | 2010 | SPP 125 cm³                                                  | Petr Kolář               | Radek Lamich             | Miroslav Sedlo          |
| 48.  | 2010 | SPP 250 cm³                                                  | Jiří Šubr                | Pavel Jančík             | Petr Kunz               |
| 48.  | 2010 | GP 125 cm³                                                   | Patrik Kolář             | Oldřich Podlipný         | Lukáš Rážek             |
| 48.  | 2010 | GP 250 cm³                                                   | Pavel Navrátil           | Michal Ježek             | Wayne Hamilton (GB)     |
| 48.  | 2010 | SPM                                                          | Johannes Kehrer (D)      | Karel Kalina             | Martin Kamenický        |
| 48.  | 2010 | do 600 cm³                                                   | Michael Pearson (GB)     | Jiří Brož                | Tomáš Holubec           |
| 48.  | 2010 | nad 600 cm³                                                  | Jiří Dražďák             | Michael Pearson (GB)     | Michal Filla            |
| 49.  | 2011 | SPP 125 cm³                                                  | Miroslav Sedlo           | Marek Zima               | Jakub Vojtíšek          |
| 49.  | 2011 | GP 125 cm³                                                   | Patrik Kolář             | Steffen Grämmer (D)      | Oldřich Podlipný        |
| 49.  | 2011 | GP 250 cm³                                                   | Wolfgang Schuster (D)    | Davy Morgan (GB)         | Mark Kelly (GB)         |
| 49.  | 2011 | Po tragické nehodě ve třídě do 600 cm³ byly závody ukončeny. |                          |                          |                         |
| 50.  | 2012 | SPP 125 cm³                                                  | Radek Lamich             | Oldřich Hanák            | Radek Chlíbek           |
| 50.  | 2012 | GP 125 cm³                                                   | Patrik Kolář             | Oldřich Podlipný         | Steffen Grämmer (D)     |
| 50.  | 2012 | GP 250 cm³                                                   | Wolfgang Schuster (D)    | Anders Blacha (DK)       | Tuukka Korhonen (SF)    |
| 50.  | 2012 | do 600 cm³                                                   | Michael Pearson (GB)     | Jiří Brož                | Kamil Holán             |
| 50.  | 2012 | nad 600 cm³                                                  | Michael Pearson (GB)     | Kamil Holán              | Jiří Brož               |
| 51.  | 2013 | SPP 125 cm³                                                  | Radek Lamich             | Mirek Sedlo              | Zbyněk Soukup           |
| 51.  | 2013 | CRR 250 cm³                                                  | Jan Vysloužil            | David Hanzalík (SK)      | Olin Hanák              |
| 51.  | 2013 | GP 125 cm³                                                   | Patrik Kolář             | Oldřich Podlipný         | Lukáš Rážek             |
| 51.  | 2013 | GP 250 cm³                                                   | Tuukka Korhonen (SF)     | Peter Hartmann (F)       | Pavel Navrátil          |
| 51.  | 2013 | Supermono                                                    | Libor Kamenický          | Karel Kalina             | Vítězslav Hatan         |
| 51.  | 2013 | V-Twin                                                       | Michal Dokoupil          | David Hanzalík (SK)      | Franck Petricola (F)    |
| 51.  | 2013 | do 600 cm³                                                   | Marek Červený            | Patrik Vostárek          | Kamil Holán             |
| 51.  | 2013 | nad 600 cm³                                                  | Michael Pearson          | Kamil Holán              | Patrik Vostárek         |
| 52.  | 2014 | SPP 125 cm³                                                  | Radek Lamich             | Petr Kolář               | Miroslav Sedlo          |
| 52.  | 2014 | GP 125 cm³                                                   | Steffen Grämer           | Michal Savinkov          | Rene Lohse              |
| 52.  | 2014 | GP 250 cm³                                                   | Pierre Favre             | Pavel Navrátil           | Eric Lenser             |
| 52.  | 2014 | V-Twin                                                       | Michal Dokoupil          | Gavin Lupton             | Stefan Holz             |
| 52.  | 2014 | Supermono                                                    | Johannes Kehrer          | Libor Kamenický          | Karel Kalina            |
| 52.  | 2014 | Supersport                                                   | Michael Pearson          | Michal Dokoupil          | Marek Červený           |
| 52.  | 2014 | Superbike                                                    | Kamil Holán              | Marek Červený            | Vítězslav Bican         |
| 53.  | 2015 | SPP 125 cm³                                                  | Miroslav Sedlo           | Martin Sedlo             | Radek Lamich            |
| 53.  | 2015 | GP 125 cm³                                                   | Michal Savinkov          | Patrik Kolář             | Christopher Eder        |
| 53.  | 2015 | GP 250 cm³                                                   | Anders Blacha            | Henrik Voit              | Eric Lenser             |
| 53.  | 2015 | V-Twin                                                       | Zbyněk Soukup            | Tuukka Korhonen          | Vladimír Šnajdr         |
| 53.  | 2015 | Supermono                                                    | Libor Kamenický          | Karel Kalina             | Pavel Jančík            |
| 53.  | 2015 | Supersport                                                   | Marek Červený            | Patrik Vostárek          | Luca Gottardi           |
| 53.  | 2015 | Superbike                                                    | Kamil Holán              | Aleš Nechvátal           | Petr Bičiště            |
| 54.  | 2016 | SPP 125 cm³                                                  | Miroslav Sedlo           | Radek Lamich             | Petr Kolář              |
| 54.  | 2016 | Supermono                                                    | Shaun Anderson           | Libor Kamenický          | Karel Kalina            |
| 54.  | 2016 | V-Twin                                                       | Michal Dokoupil          | Zbyněk Soukup            | Timmy Elwood            |
| 54.  | 2016 | GP 125 cm³                                                   | Patrik Kolář             | Christopher Eder         | Oldřich Podlipný        |
| 54.  | 2016 | SPP 250 cm³                                                  | Jaroslav Křen            | Alexander Vysloužil      | Franko Piesner          |
| 54.  | 2016 | Supersport                                                   | Marek Červený            | Kamil Holán              | Jochen Rotter           |
| 54.  | 2016 | Superbike                                                    | Didier Grams             | Petr Bičiště             | Marek Červený           |

Zdroje výsledků:   